# Zaman
Zaman (en turc temps o era) és el diari més venut de Turquia, amb prop d'un milió d'exemplars. La seva ideologia és conservadora, democràtica i islamista moderada, i és dels pocs diaris turcs que compta amb un estil europeu en el seu disseny. Ideològicament, també es troba molt proper als seguidors de l'erudit musulmà Fethullah Gülen, tot i que aquest no n'és el propietari. Zaman és també un dels pocs diaris turcs que té una àmplia edició anglesa a Internet. Fou el primer diari a tenir una edició digital a Internet, el 1995. També posseeix una àmplia xarxa de corresponsals a l'estranger, especialment a Rússia i Àsia central. Ha estat guardonat en repetides ocasions pel seu disseny. Disposa d'edicions en altres llengües, entre d'altres el kirguís, romanès, búlgar, àzeri, uzbek, turcman. La seva edició on-line en anglès duu el títol de Today's Zaman.